# Żyzność gleby
Żyzność gleby – zdolność gleby do zaspokajania edaficznych (żywieniowych) potrzeb roślin, to znaczy do przekazywania roślinom składników pokarmowych, wody, powietrza glebowego, ciepła itp. 
Stanowi ona zespół morfologicznych (np. wykształcenie i miąższość poziomów glebowych), fizycznych (np. uziarnienie, struktura), chemicznych, fizykochemicznych (np. pH, skład kompleksu sorpcyjnego), biochemicznych i biologicznych (np. zawartość materii organicznej, skład edafonu) właściwości gleby, zapewniających roślinom odpowiednie warunki wzrostu. Jest wypadkową zasobności w składniki pokarmowe i właściwości gleby. Bardzo dobra zasobność nie musi oznaczać bardzo dobrej żyzności jeżeli inne właściwości gleby będą niekorzystne (np. gleby ilaste o niekorzystnych warunkach powietrzno-wodnych). Dawniej utożsamiano żyzność z zasobnością, lecz w 2. połowie XX w. utrwalił się konsensus, że jest to pojęcie szersze. 
Żyzność jest pojęciem niewymiernym, nie wyraża się jej liczbowo w jakiejś jednostce miary. Miarą żyzności może być liczba gatunków roślin na danym areale, występowanie roślin bardziej wymagających, ilość wytworzonej biomasy lub wielkość plonu i jego jakość. Jeżeli gleba uprawna przy tej samej zasobności, agrotechnice, zmianowaniu, warunkach pogody wyda w takim samym czasie, z takiej samej powierzchni większy plon od innej, to oznacza, że jest od niej bardziej żyzna. 
Żyzność naturalna gleby jest wynikiem właściwości skały macierzystej, procesu glebotwórczego i zależy od zawartości w glebie m.in. koloidów glebowych, związków mineralnych, próchnicy, drobnoustrojów (np. mikroorganizmy glebowe odnawiają żyzność gleby). Jest ona charakterystyczna dla naturalnych gleb, na które nie oddziałuje człowiek. Żyzność naturalna jest ściśle związana z typem, rodzajem i gatunkiem gleby, a także z krajobrazem i naturalnymi zbiorowiskami roślinnymi.
Żyzność agrotechniczna (sztuczna) jest wynikiem działalności człowieka, najczęściej zabiegów agrotechnicznych. Może być ona zwiększona poprzez odpowiednie nawożenie, wapnowanie, uprawę, stosowanie płodozmianu i meliorację. Negatywnie na żyzność może działać wylesianie, przesuszenie, niewłaściwa agrotechnika i płodozmiany. 
Żyzność nabyta jest to żyzność wytworzona przez człowieka na utworach, które jej prawie nie posiadały. Dotyczy to głównie rekultywacji hałd i wyrobisk pogórniczych i innych miejsc, gdzie człowiek "pomaga" skałom i zwietrzelinom stać się glebą. 
Nieraz opisuje się również na żyzność potencjalną - maksymalną możliwą u danej gleby, i rzeczywistą (efektywną) - aktualną żyzność danej gleby. 
Przydatność gleby do produkcji roślinnej określa się na podstawie jej żyzności, urodzajności i produktywności.